# Place du Darbâr (Katmandou)

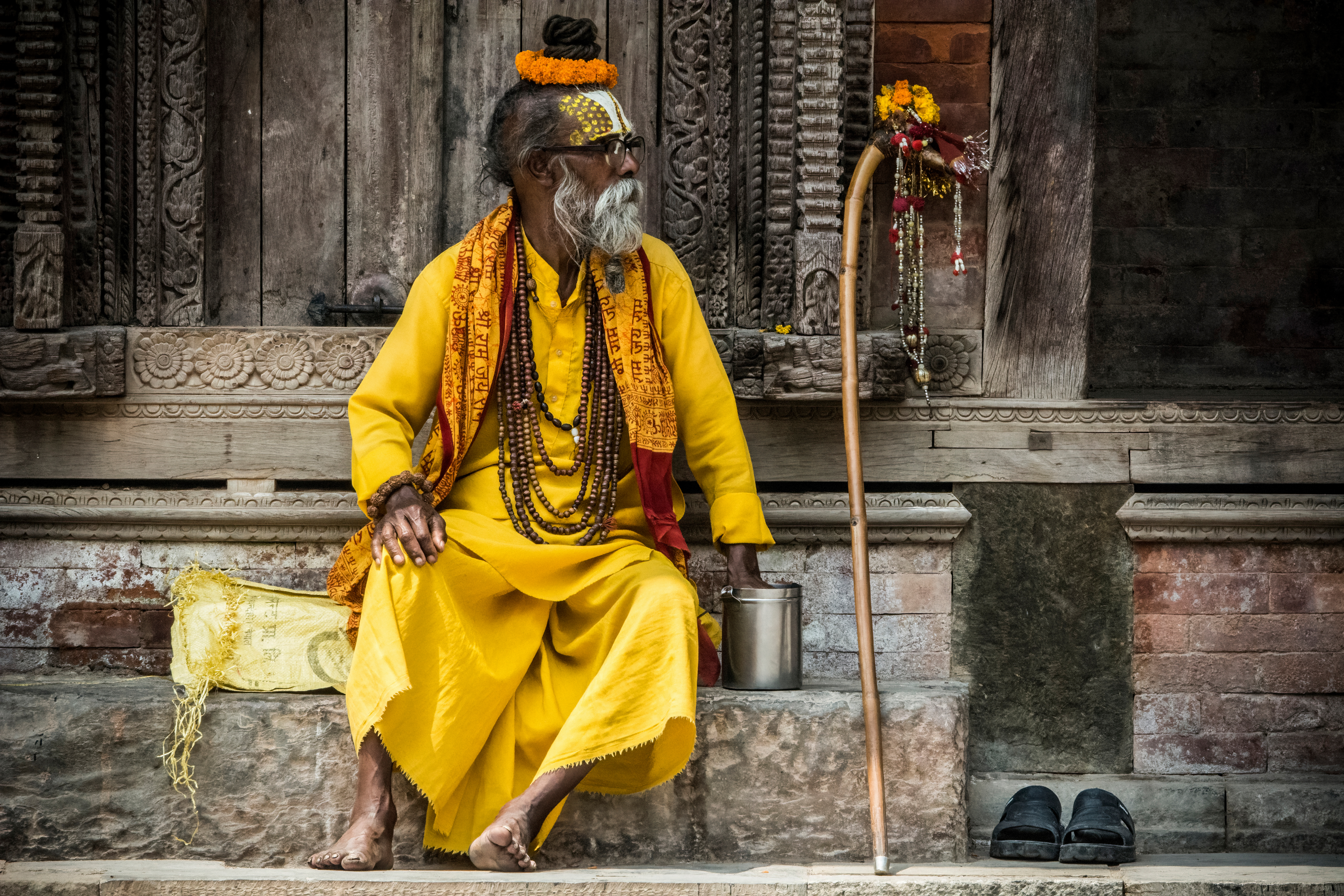
Un sâdhu assis place du Darbâr. Mai 2018.

La place du Darbâr (en népalais : वसन्तपुर दरबार क्षेत्र, en anglais : Kathmandu Durbar Square) est une place située à Katmandou au Népal qui doit son nom de darbâr (salle d'audience royale) à la cour qu'y tenaient les rois du Népal jusqu'en 1886. Elle regroupe un ensemble de temples hindous et de palais royaux hérités de la dynastie Malla et de la dynastie Shah. Elle est classée au patrimoine mondial avec six autres ensembles monumentaux de la vallée de Katmandou, dont deux autres places du Darbâr situées à Patan et à Bhaktapur. 

## Monuments de la place du Darbâr

### Kasthamandap
Kasthamandap est un temple à trois facettes, consacrant la divinité de Gorakhnath — (Sanskrit pour Gau+Raksha+Nath : vache+protéger+seigneur ; « le seigneur qui protège les vaches ») — une forme du dieu Shiva. Il a été construit au XVIe siècle dans le style des pagodes. Il est réputé être l'un des plus anciens bâtiments en bois dans le monde. Le nom de Katmandou dériverait de ce nom Kashtamandap.
Le Kasthamandap a été construit sous le règne du roi Laxmi Narsingha Malla et une intéressante légende est relié à sa construction en bois : Gorakhnath, un disciple de Machindranath, aurait été repéré par un magicien dans une forme humaine, pendant le défilé de char de son gourou Machhindranath (Népal Bhasa : Janamaadya). Le magicien lui aurait jeté un sort et demandé son aide dans la recherche de matériaux pour construire un temple à Katmandou. Une fois le bienfait accordé, un énorme arbre aurait commencé à grandir à l'endroit où le temple actuel existe. Avec le bois de cet arbre unique, le magicien construisit le temple Kastamantap.
Une fois par an, une grande cérémonie est organisée dans le temple. Ce jour-là les gens se rassemblent autour du temple, y restant en place toute la nuit.
Ce temple constitue de ce fait l'une des principales attractions touristiques.
Il n'existe pas de restriction à l'entrée du temple — hormis l'accès payant à Durbar Square — cependant, la photographie est interdite à l'intérieur. Le temple est généralement ouvert tous les après-midi et jusqu'à minuit.

### Hanuman Dhoka
Hanuman Dhoka fait partie d'un complexe de 3 structures, avec le palais royal des rois de Malla et celui de la dynastie des Shah. Elle est répartie sur cinq acres.
L'aile orientale, avec une dizaine de cours, est la partie la plus ancienne datant du milieu du XVIe siècle. Elle a été agrandie par le roi Pratap Malla au XVIIe siècle, avec de nombreux temples. Sundari Chowk et Mohan Chowk, dans la partie nord du palais, sont tous deux fermés. En 1768, dans la partie sud-est du palais, quatre tours de guet ont été ajoutées par Prithvi Narayan Shah. La famille royale a vécu dans ce palais jusqu'en 1886, après quoi elle déménagea pour le palais Narayanhiti, dernier palais des rois du Népal aujourd'hui devenu musée. L'inscription en pierre à l'extérieur de Hanuman fregroupe une quinzaine de langues ; la légende dit que si toutes ces 15 inscriptions sont lues, du lait s'écoulera du milieu de la tablette de pierre.

### Palais de la Kumari
Kumari Ghar est situé en bordure de la place du Darbâr ; là vit une Kumari royale, sélectionnée très jeune parmi plusieurs familles de haute caste. La Kumari, ou Kumari Devi, constitue une tradition de culte de la jeune fille pré-pubère, symbole de manifestations du divin féminin, de l'énergie ou de devi dans les pays d'Asie du Sud. Au Népal, le processus de sélection de la Kumari est très rigoureux, car la Kumari est censée être le corps d'incarnation de la déesse Taleju jusqu'à ce qu'elle ait ses premières règles, après quoi la déesse est présumée quitter son corps.
Une maladie grave ou une perte importante de sang à l'occasion d'une blessure sont également des causes pour la Kumari de revenir à un statut commun. La dernière Kumari royale, Matina Shakya, installée en octobre 2008 à l'âge de 4 ans par le gouvernement maoïste qui a remplacé la monarchie, a ainsi été remplacée à l'âge de 12 ans en 2017 par une nouvelle Kumari.

### Séisme de 2015
Les bâtiments entourant la place ont été fortement endommagés, certains s'étant effondrés, par le séisme de 2015.

Place du Darbâr (Katmandou)
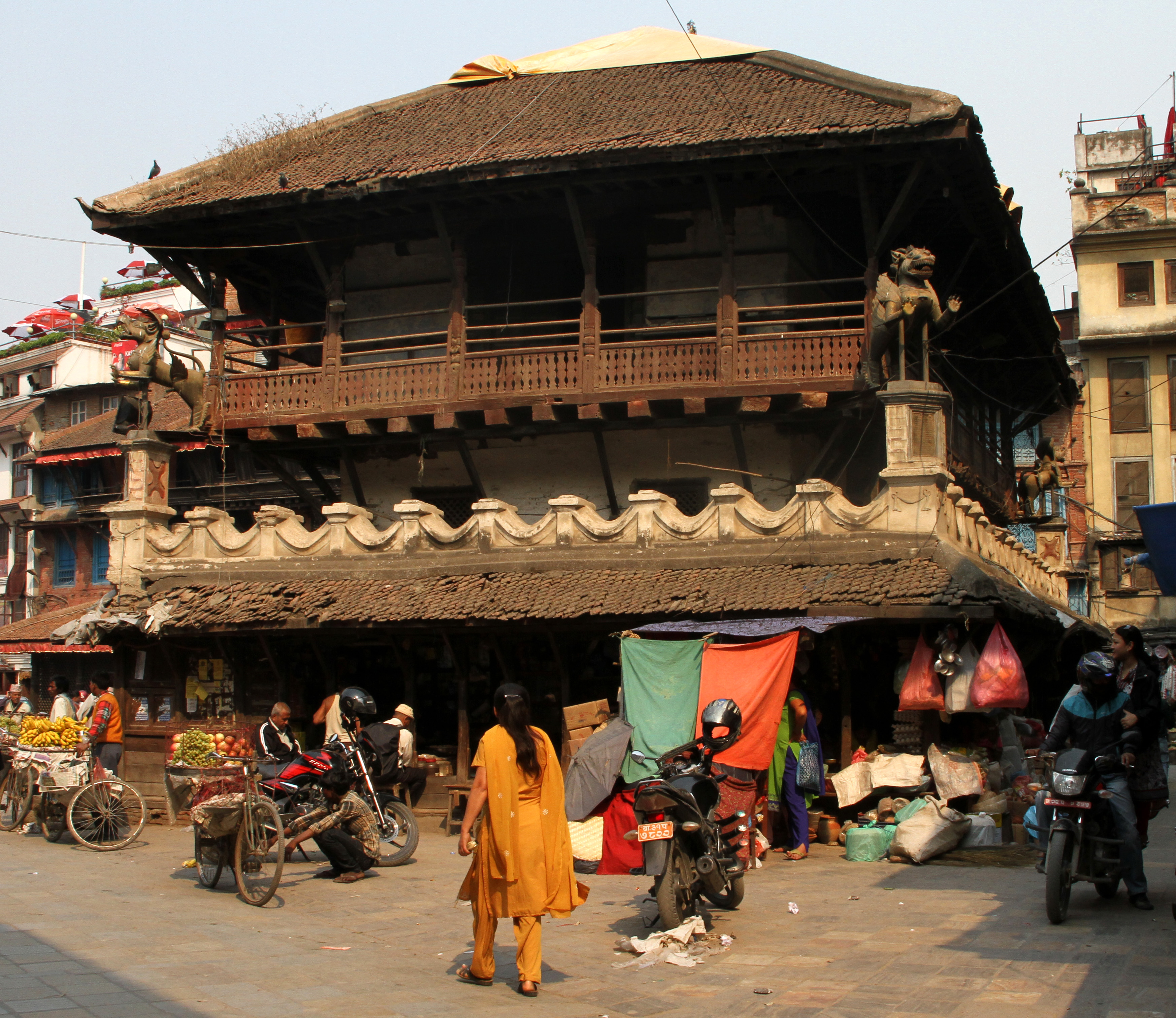
Silyan Sata
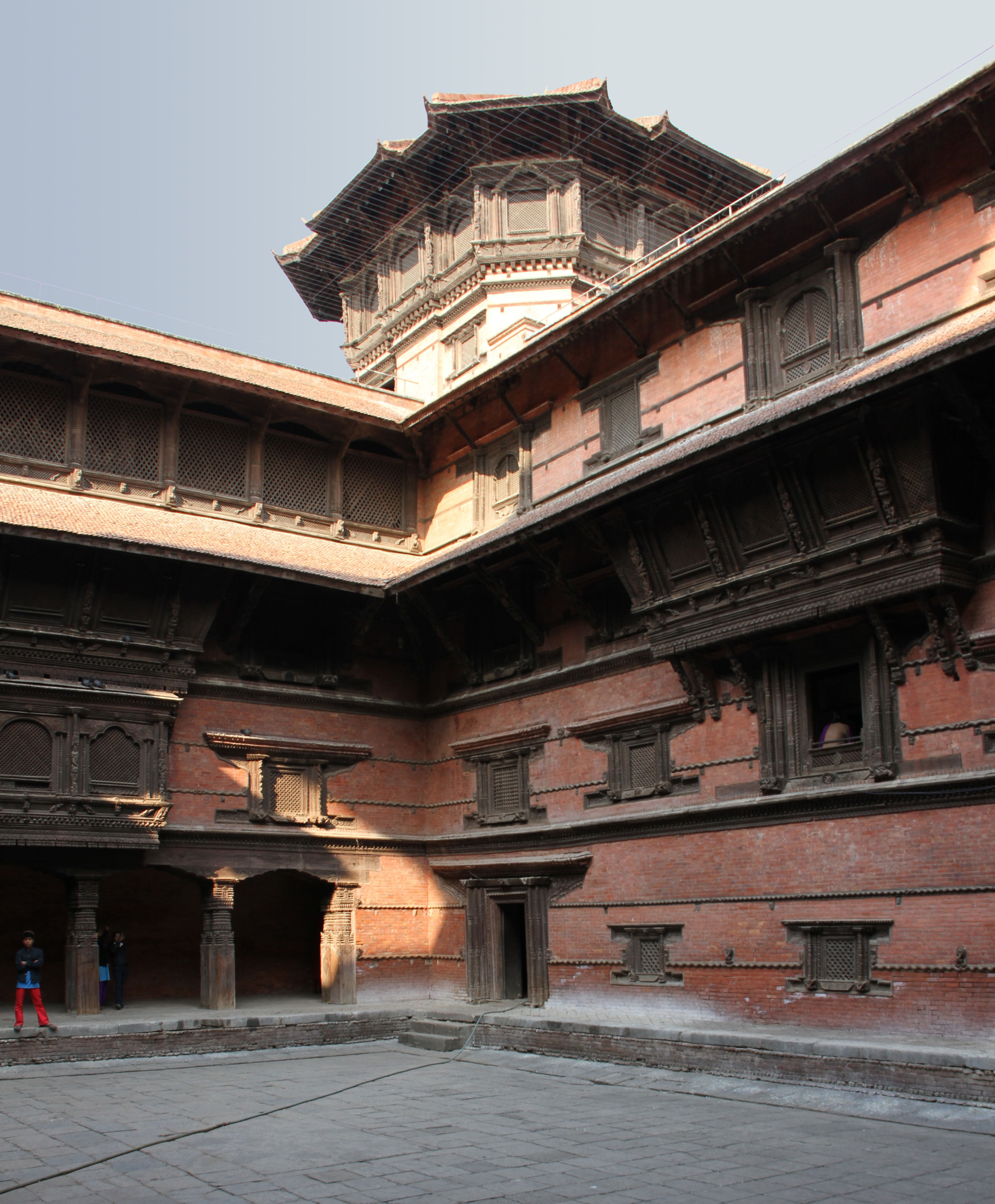
Hanuman Dhoka
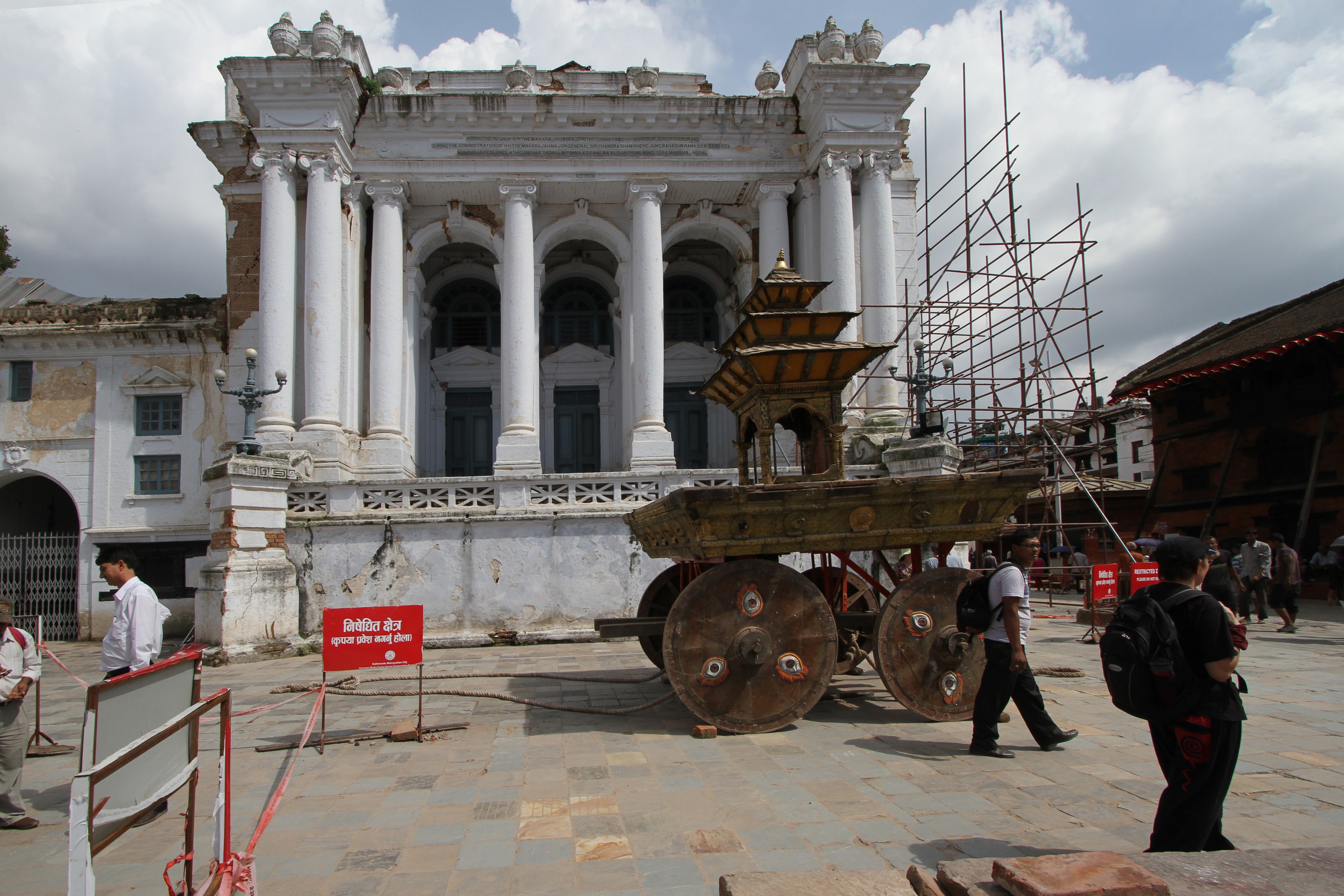
Gaddi Baithak
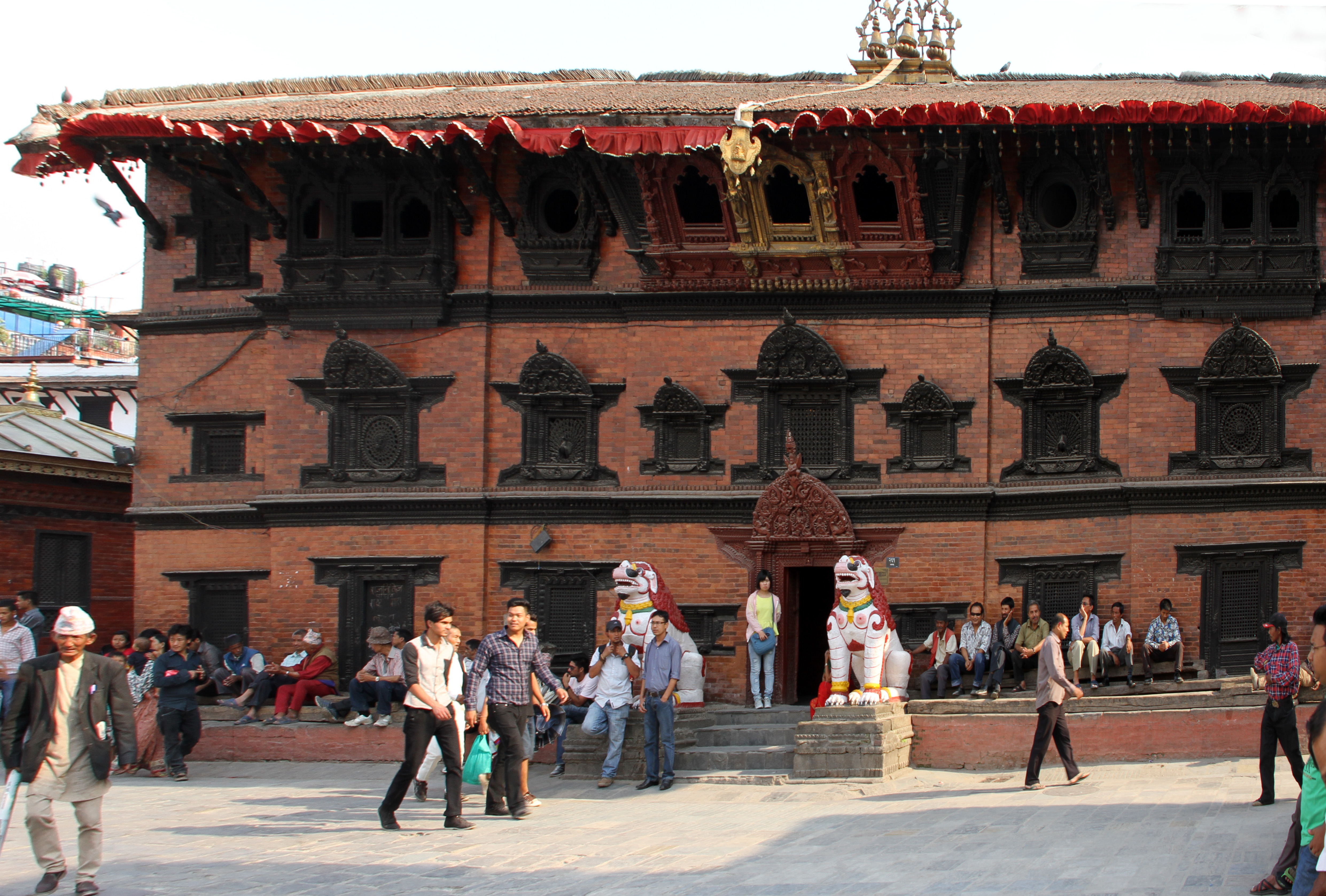
Palais de la Kumari
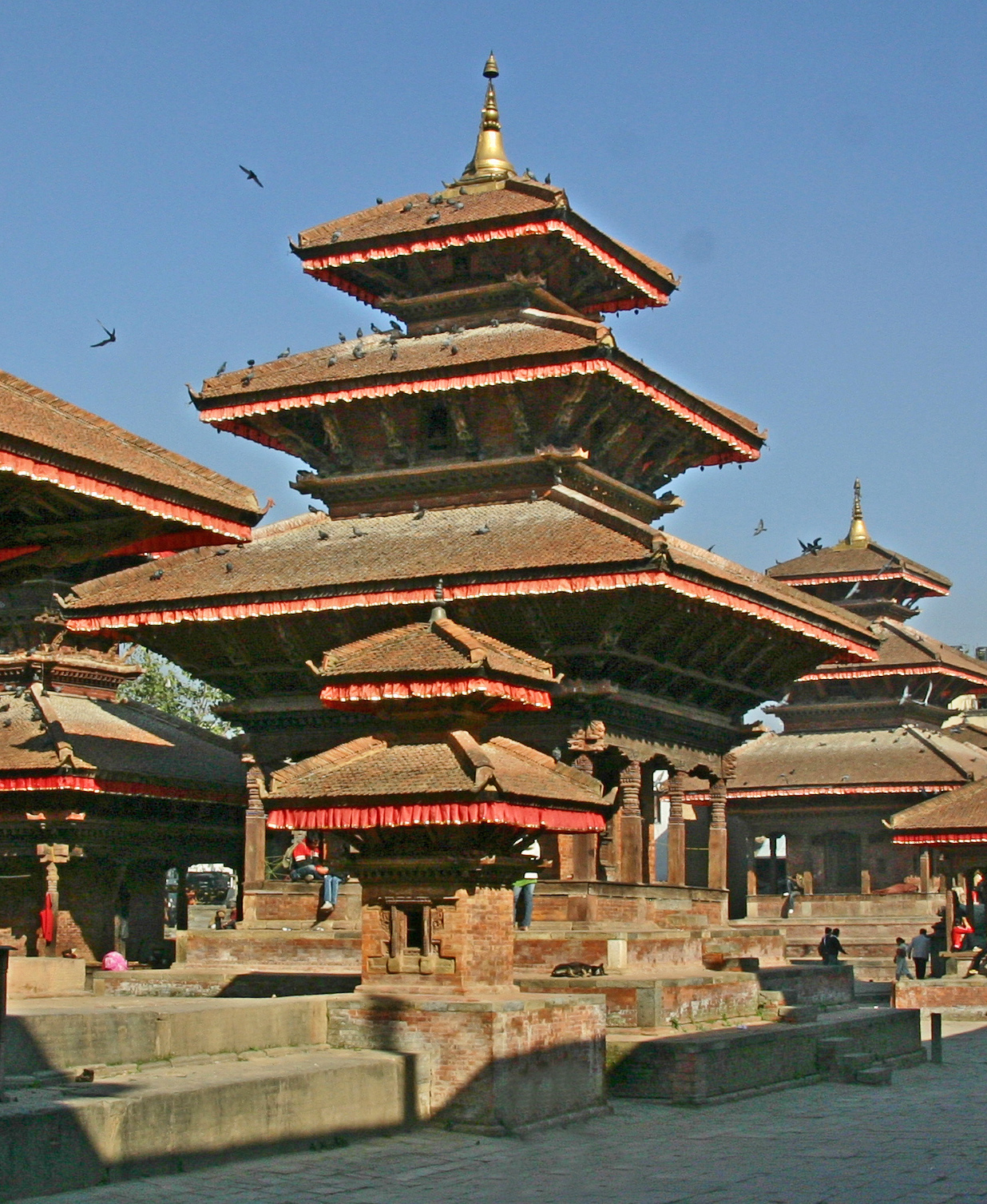
Vishnu Mandir
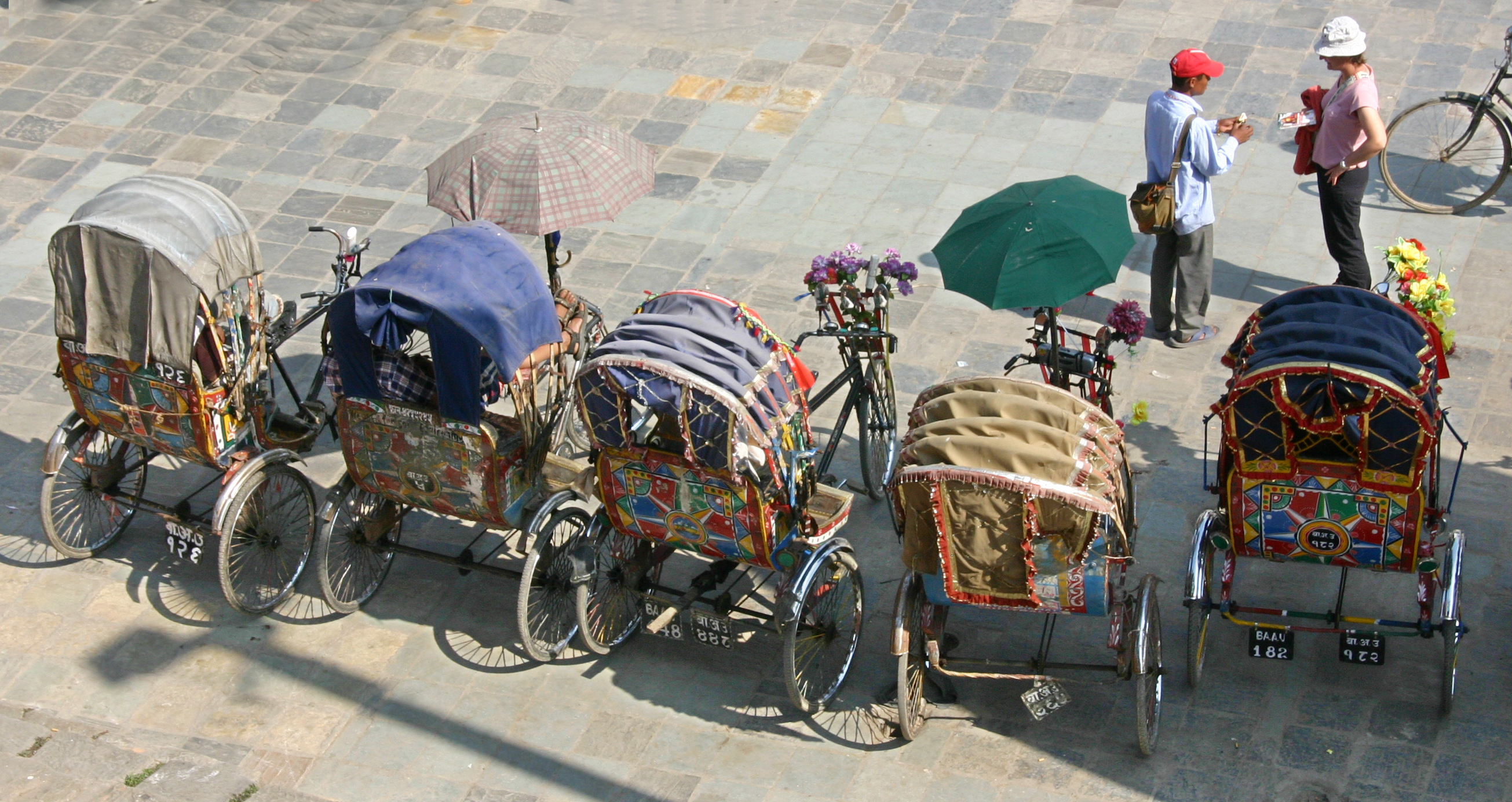
Rickshaw
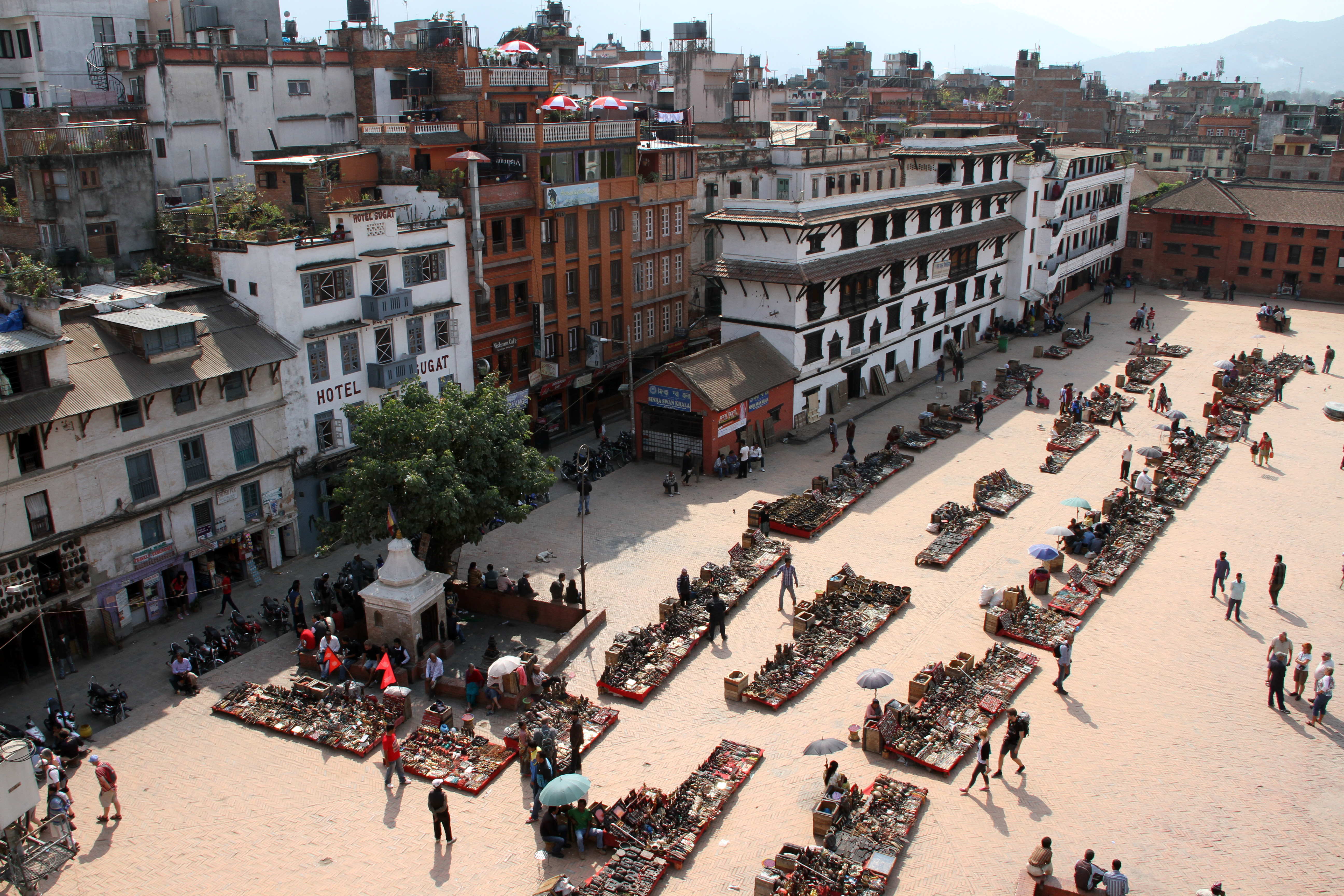
Basantapur Chowk
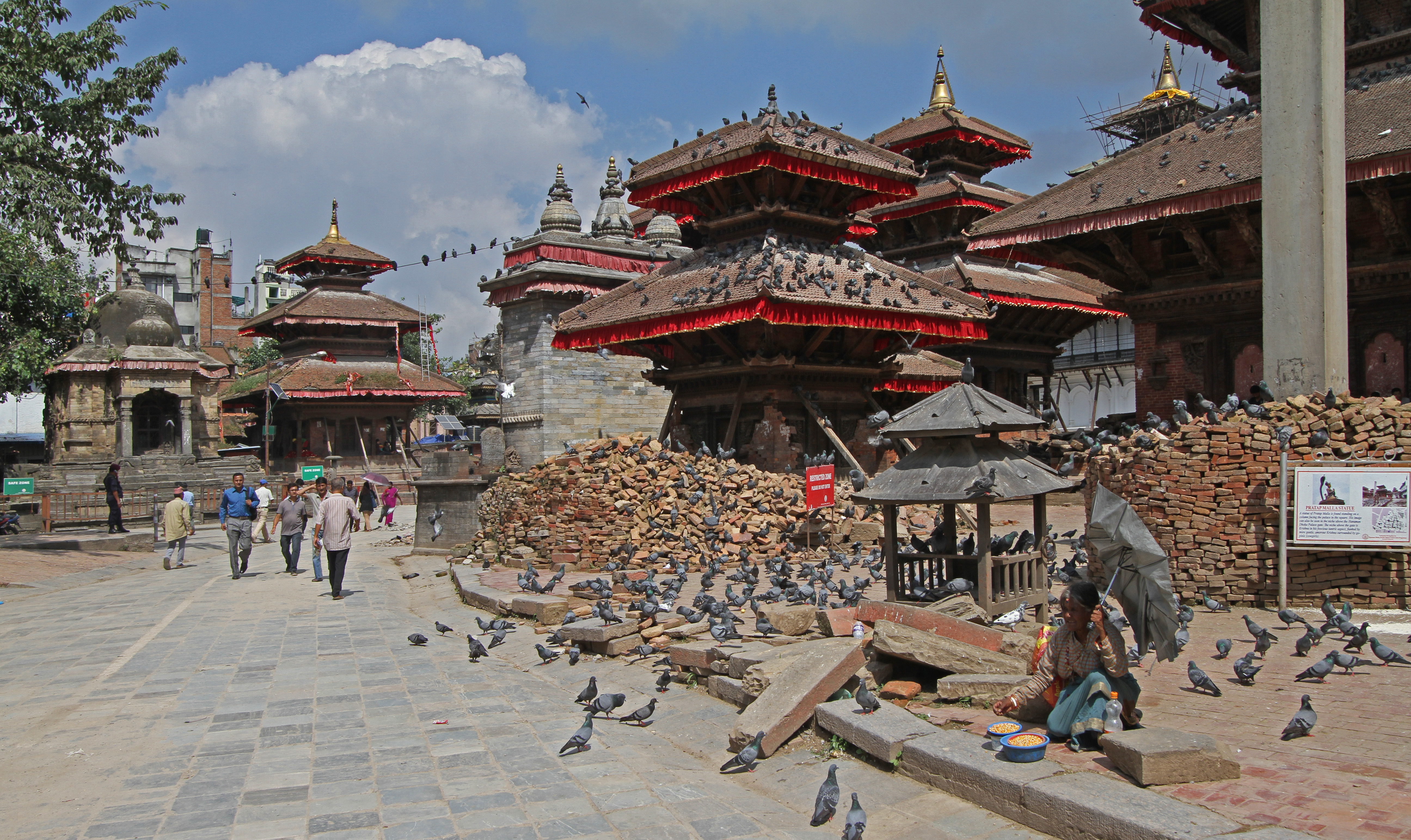
Séisme de 2015
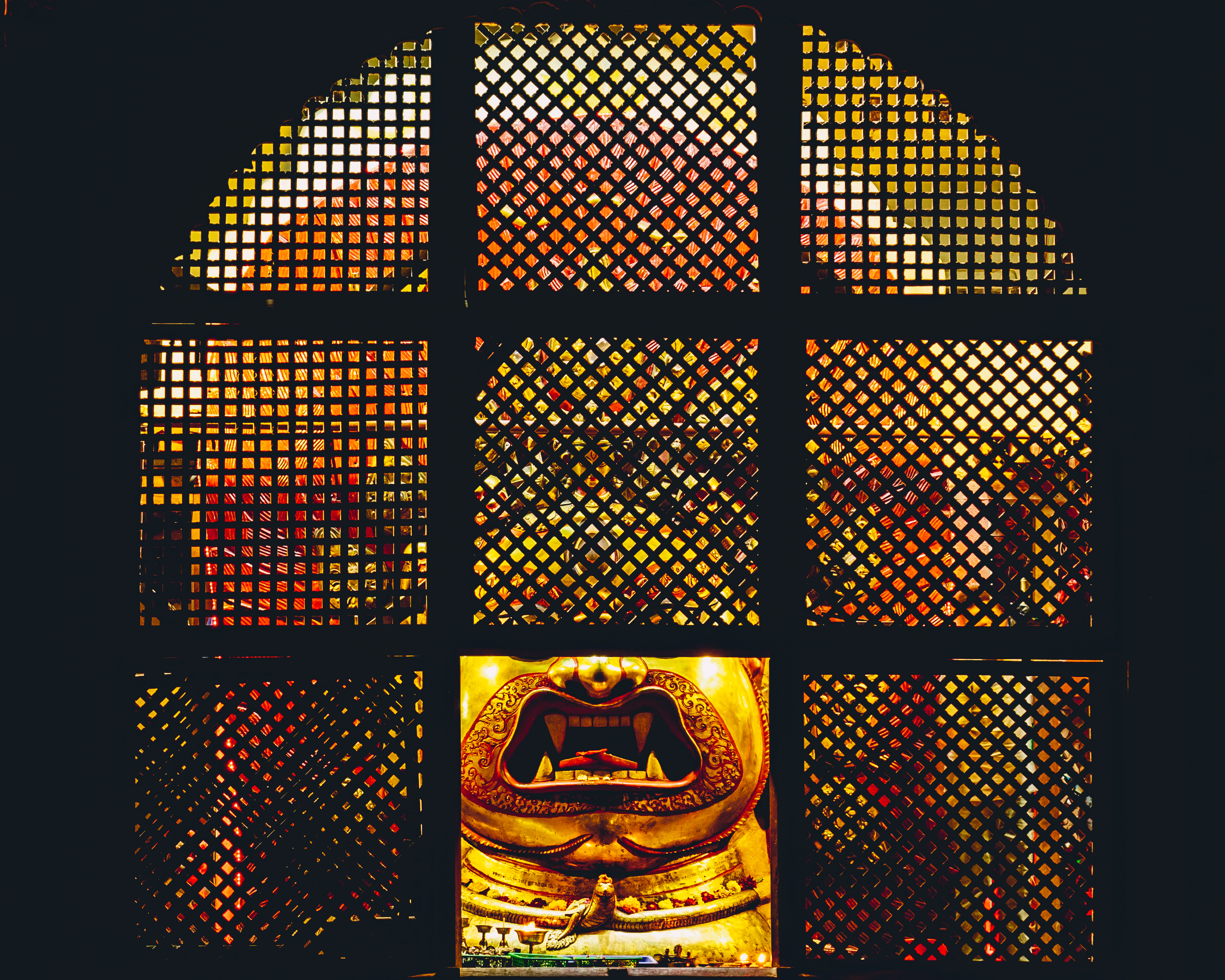
Sweta Bhaira, la face la plus dangereuse de Lord Shiva, sur la place du Darbâr. Août 2020